# Turnstraße 6 (Quedlinburg)

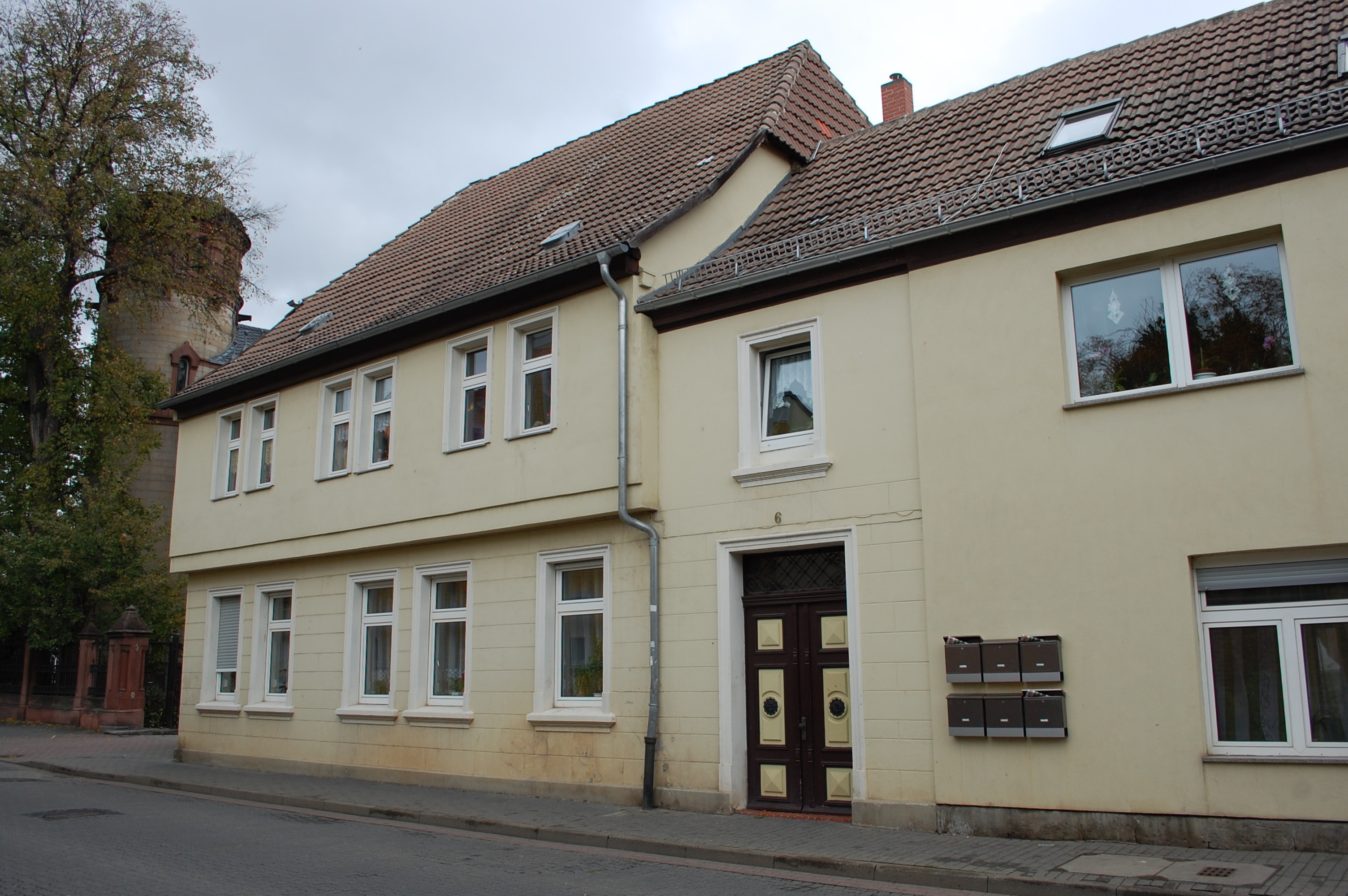
Haus Turnstraße 6, 2012

Das Haus Turnstraße 6 ist ein denkmalgeschütztes Gebäude in Quedlinburg in Sachsen-Anhalt.

## Lage
Es ist im Quedlinburger Denkmalverzeichnis als Wohnhaus eingetragen und befindet sich südlich der historischen Quedlinburger Altstadt.

## Architektur und Geschichte
Das verputzte zweigeschossige Fachwerkhaus geht in seinem Kern vermutlich bis auf das 17. Jahrhundert zurück. Bedeckt ist das Gebäude von einem Krüppelwalmdach. Das Obergeschoss kragt deutlich über das Erdgeschoss vor. Im 19. Jahrhundert erfolgte eine Umgestaltung, hierbei erhielt das Haus seine verputzte Fassade im Stil des Klassizismus. Die im südlichen Gebäudeflügel befindliche Haustür stammt aus der Zeit um 1880.